# Walter Engines

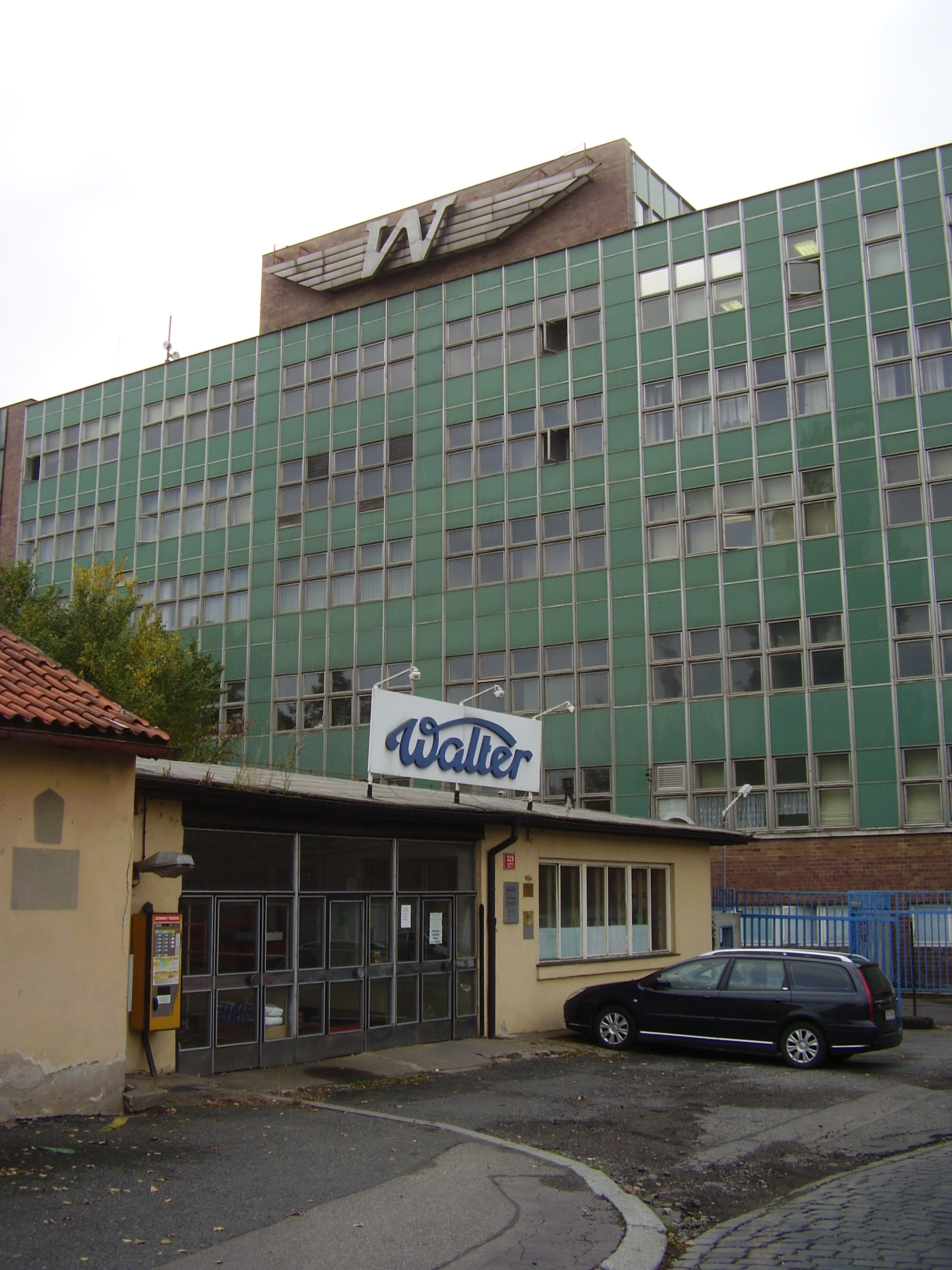
Unternehmenssitz in Prag

Walter Engines ist ein in Prag ansässiger tschechischer Hersteller von Turbomotoren für Kleinflugzeuge bzw. Komponenten für Flugmotoren. Das Unternehmen stellt unter anderem den seit 1975 über 1500 Mal gebauten Turbopropantrieb Walter M601 her, der auch für die Let L-410 genutzt wurde. Ab 1913 wurden auch Autos, anfangs eigene Modelle und später Fiat 508 und Fiat 514, in Lizenz hergestellt. Die Autoproduktion wurde erst 1954 eingestellt.

## Geschichte

Erstes Walter-Motorrad von 1906

Walter-Dreirad

Die Firma Walter wurde 1911 in Prag gegründet. Josef Walter (1873–1950) lernte in der Schlosserwerkstatt seines Vaters. Nachdem er zuerst Fahrräder und Motorräder baute, fertigte er ab 1919 Dreiräder. 1913 wurden in Prag-Jinonitz die ersten Personenwagen gebaut. Bis zum Ersten Weltkrieg starteten Walter-Fahrzeuge bei vielen bedeutenden Rennen.

### Anfänge mit Motorrädern und Dreirädern
Walters erstes Motorrad war ein Einzylindermodell mit 200 cm³ Hubraum und 1,5 PS. Das zweite, etwas stärkere Modell erhielt auf der Prager Industrieausstellung eine Silbermedaille. Nachdem er mit der Serienfertigung des Motorrads begonnen hatte, bezog er 1905 eine neue Werkshalle mit Schmiede, Lackiererei, modernen Maschinen und einem Konstruktionsbüro. Auf die erfolgreiche Einzylindermaschine folgte bald ein Zweizylindermodell und andere Motorräder die auch zum Seitenwagenbetrieb tauglich waren. Bei Rennsportveranstaltungen waren die Walter-Motorräder sehr erfolgreich. Sie wurden nach Russland und in die Balkanstaaten exportiert.
1909 baute Walter sein erstes mehrspuriges Automobil, ein Dreirad mit einem luftgekühlten 1000-cm³-Zweizylindermotor mit 8 PS und ein zweites Modell mit 1,2 l Hubraum und 12 PS. Die Fahrzeuge hatten vorne ein Rad und hinten zwei sowie ein Zweiganggetriebe und Kettenantrieb. Zwischen 1910 und 1913 wurden fast 900 Fahrzeuge verkauft. Bei Bergrennen waren die Dreiräder erfolgreich.

### Beginnender Autobau

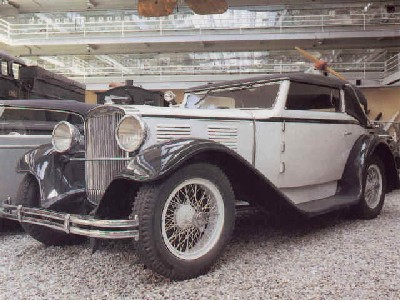
Walter Standard 6 von 1930

1913 wurde der erste Personenwagen (W-III oder auch Einheitstyp) mit einem seitengesteuerten Vierzylinder mit 26 PS entwickelt. Der offene Viersitzer hatte ein Vierganggetriebe und Speichenräder. Die Höchstgeschwindigkeit betrug 90 km/h. Kurze Zeit später erschienen die Modelle W-II 18/20 PS und W-I 14 PS. Die Fahrzeuge unterschieden sich nur in der Motorisierung. Bevor die Automobilproduktion aufgenommen wurde, gründete Walter die Josef Walter und Co. GmbH Motorfahrzeugfabrik in Prag-Jinozitz. Im Ersten Weltkrieg wurde die Fabrik geschlossen, erst 1919 konnte die Produktion wieder aufgenommen werden.

### Neubeginn nach dem Ersten Weltkrieg

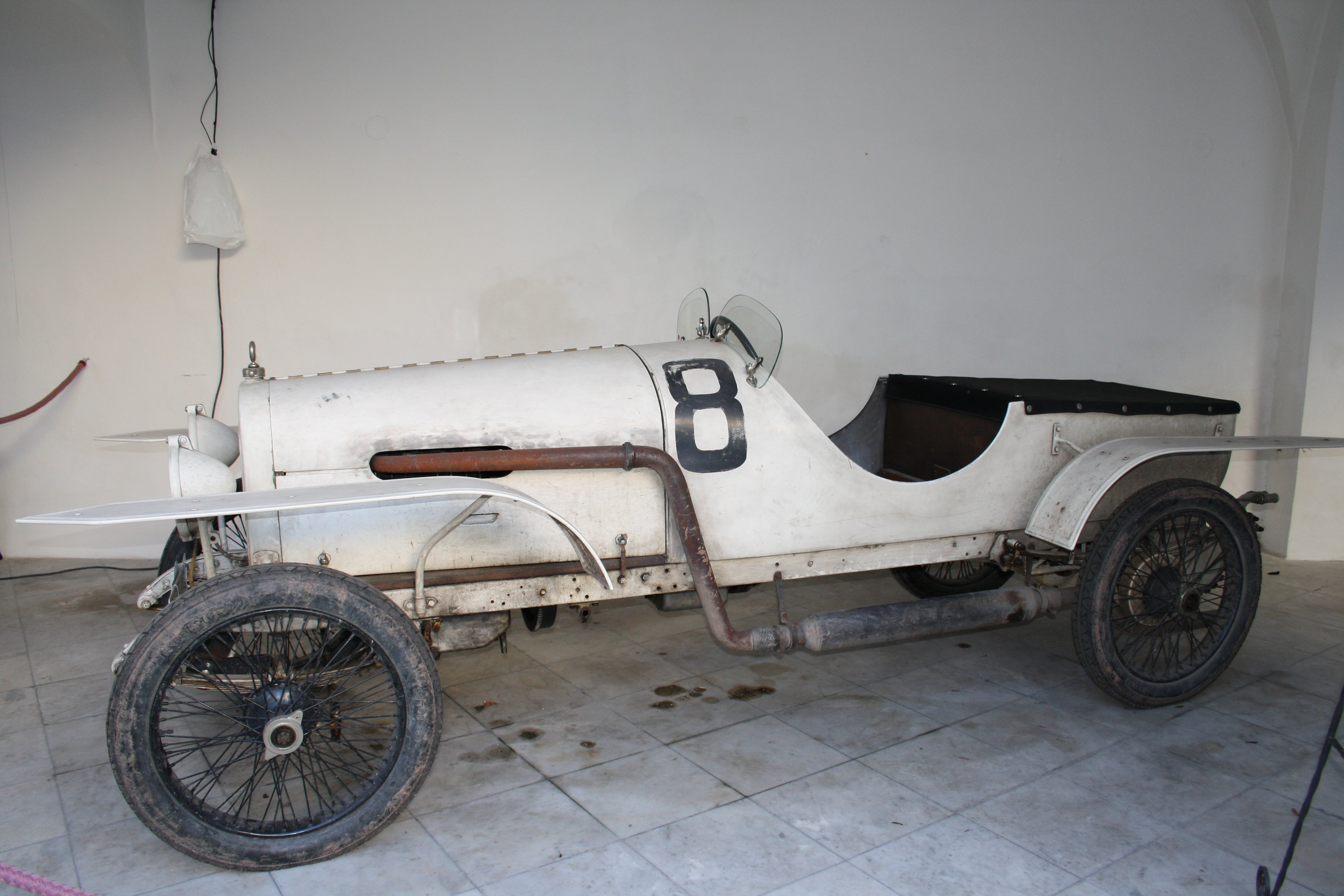
Walter WZ-Rennwagen1923

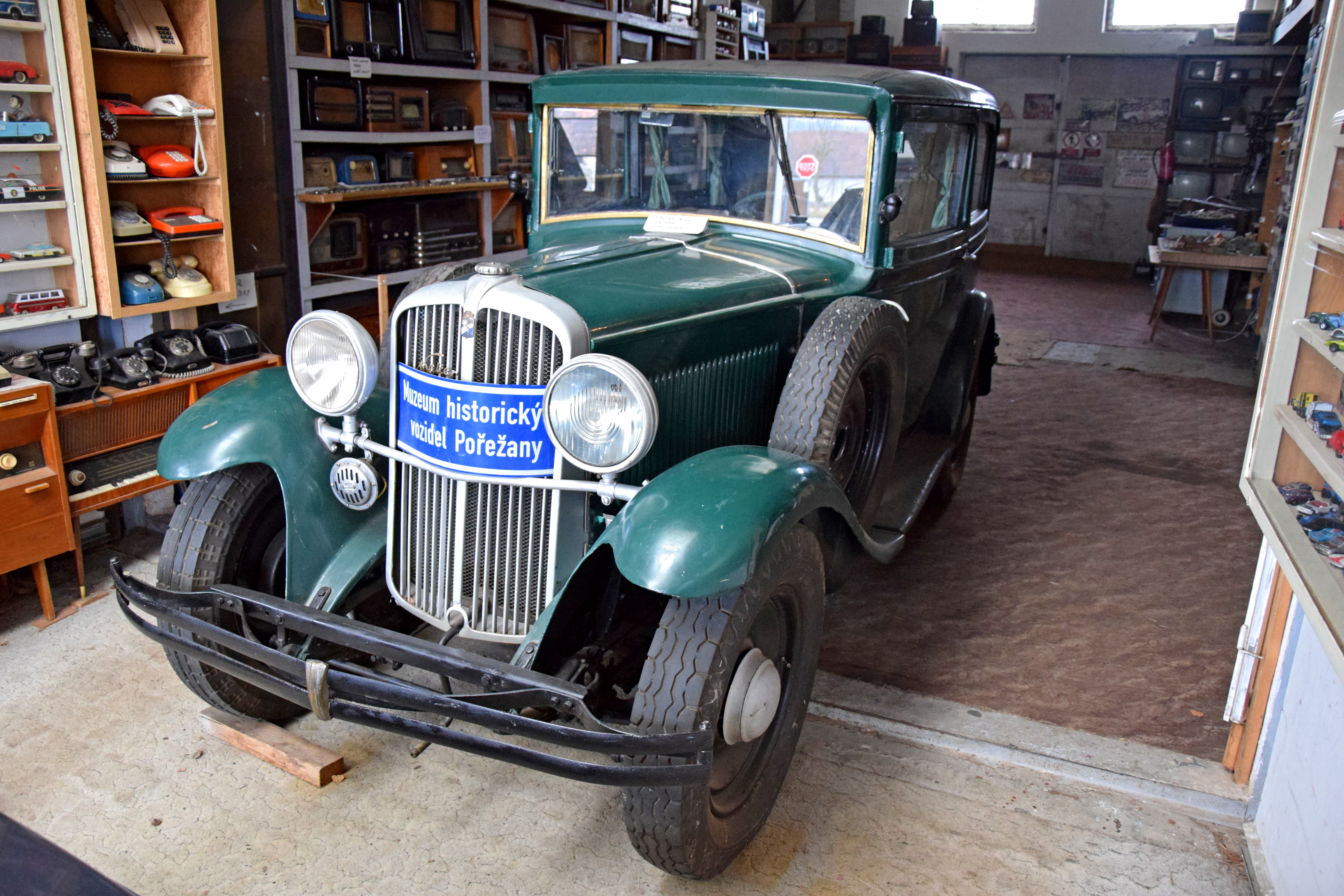
Walter Bijou

Als erstes neues Modell erschien der WZ (Walter-Zubaty) mit einem seitengesteuerten 18-PS-Motor und einem 20-PS-OHV-Motor. 1923 folgte der WIZI 8/25 PS mit 2,1 l Hubraum und 25 PS. Dieser Wagen war Grundlage für den WZ-Rennwagen mit einem 2-Liter-Königswellenmotor und 80 PS. Mit diesem Rennwagen konnten viele Erfolge errungen werden. Beim Bergrennen Zbraslav–Jíloviště konnte der Werksfahrer Jindřich Knapp 1924 hinter zwei kompressorgeladenen Mercedes von Otto Salzer und Otto Merz den dritten Platz erringen; beim Karlsbader Bergrennen konnte Knapp den Rennfahrer Čeněk Junek auf einem Bugatti Type 35 schlagen. Zwischen 1924 und 1928 erschienen die P-Modelle mit verschieden starken Motoren.
1922 schied Josef Walter aus dem Unternehmen aus, wahrscheinlich wegen eines Streits mit seinem Finanzpartner Košíře, und gründete eine Zahnradfabrik. Der Name Walter blieb für die Automobilfabrik erhalten. Generaldirektor wurde Teny Kumpera. Im gleichen Jahr baute man in BMW-Lizenz die ersten Flugmotoren: den wassergekühlten Sechszylinder W-III mit 185 PS und den W-IV mit 245 PS. Eine Eigenentwicklung war der luftgekühlte Fünfzylinder NZ mit 60 PS. Bis 1928 wurden viele Personenwagen, Lastwagen und Omnibusse produziert. Zwischen 1928 und 1931 erschienen die von F. A. Barvitius konstruierten Automodelle 4 B, 6 B, Standard, Super und Regent mit Leistungen von 30 bis 80 PS.
In den 1930er Jahren wurden auch verschiedene Bristol-Triebwerke wie Jupiter, Mercury und Pegasus in Lizenz produziert, bevor eigene luftgekühlte Vier- und Sechszylinder und ab 1936 der luftgekühlte V12-Motor (Walter Sagitta) hergestellt wurden.
1931 wurde ein Lizenzabkommen mit Fiat abgeschlossen: Walter lieferte Flugmotoren an Fiat und baute im Gegenzug den Fiat 514 unter der Bezeichnung Walter Bijou und ab 1932 den Fiat 508 (Balilla) als Walter Junior in verschiedenen Leistungsstufen. Als letzte Modelle kamen der Walter Prinz und der Walter Lord. Der Junior SS war auch als Rennwagen sehr erfolgreich. Bei den 1000 Meilen der Tschechoslowakei 1933 und 1934 wurde Jindřich Knapp jeweils Klassensieger. In den 1930er Jahren wurden auch verschiedene Lastwagen in Junkers- und Fiat-Lizenz gebaut. Ein Omnibus mit einem auf 7,5 Liter vergrößerten Royal-Motor erreichte eine Höchstgeschwindigkeit von 120 km/h. Dieser Motor fand auch in Feuerwehrfahrzeugen Verwendung.
Während des Zweiten Weltkrieges produzierte Walter Argus-Triebwerke für Deutschland in Lizenz.

### Nach dem Zweiten Weltkrieg
Der Walter-Betrieb überstand den Krieg unzerstört und wurde 1946 als Letecké závody n.p. verstaatlicht sowie 1948/1951 zu Motorlet n.p. umfirmiert. Das Werk produzierte von der Sowjetunion genehmigte Kolbentriebwerke und startete 1952 die Produktion des Walter-M05-Strahltriebwerks. Dieses war eine Version des sowjetischen Klimow-WK-1-Triebwerks, basierend auf dem Rolls-Royce Nene, das die MiG-15 antrieb und in viele Länder exportiert wurde. Die Firma produzierte während der fünfziger und sechziger Jahre eine Reihe weiterer sowjetischer Triebwerke, obwohl die Kolbentriebwerkproduktion geschlossen und 1964 an den tschechoslowakischen Flugzeughersteller Avia übergeben worden war.
1991 wurde das Unternehmen für die geplante Privatisierung in eine Aktiengesellschaft Motorlet a.s umgewandelt. 1995 wurde die Firma als Walter a.s. privatisiert und 2005 aus der Triebwerksabteilung die Walter Engines a.s. Im Juli 2006 wurde sie durch das tschechische Investitionsunternehmen FF Invest erworben. Im März 2007 wurde bekanntgegeben, dass Walter Engines a.s mit Avias Triebwerksabteilung fusionieren würde.
Im September 2007 wurde bekanntgegeben, dass das Betriebsvermögen (außer dem Serviceunternehmen in Prag) durch den amerikanischen Triebwerkshersteller GE Aviation (seit 2022 als GE Aviation) gekauft wurde.

## Walter Royal
Spitzenmodell der Autoproduktion wurde 1931 das Zwölfzylindermodell Walter Royal. Diese Fahrzeuge waren sehr gut ausgestattet und wurden auch als tschechoslowakischer Rolls-Royce bezeichnet. Es wurden nur fünf dieser Wagen gebaut. Da Kumpera längere Zeit in Frankreich gearbeitet hatte, unter anderem bei der Société Française Hispano-Suiza, Gnôme et Rhône und Peugeot, und ein Bewunderer Bugattis war, beauftragte er seinen Chefkonstrukteur mit dem Bau eines Zwölfzylinder-Fahrzeugs. Dieses wurde in Anlehnung an den Bugatti Royale Walter Royal genannt. Der 5,9-Liter-Zwölfzylinder-V-Motor leistete 88 kW bei 3800/min. Es war ein OHV-Motor mit zentraler Nockenwelle, siebenfach gelagerter Kurbelwelle mit Schwingungsdämpfer und Druckumlaufschmierung mit Zahnradpumpe. Im Zylinder-V lag die Lichtmaschine, die einen gemeinsamen Antrieb mit der Wasserpumpe und dem Kühlventilator hatte. Die Gemischaufbereitung erfolgte entweder mit Solex-Flachstrom-Einzelvergasern oder mit zwei Stromberg-Fallstromvergasern. Der Kunde konnte zwischen zwei Getrieben wählen: einem ZF-Aphongetriebe mit vier Gängen oder einem Maybach-Getriebe mit drei Gängen und pneumatisch geschaltetem Vorgelege. Als Besonderheit besaß der Royal eine hydraulische Lockheed-Bremse, die über eine Bosch-Dewandre-Servoeinrichtung betätigt wurde. Diese gewährleistete, dass bei einem Systemausfall immer noch eine Achse gebremst wurde. Der letzte Royal verließ 1933 das Werk. Danach wurden nur noch der Super und der Regent weitergebaut und schließlich fertigte man in Lizenz Fiat-Fahrzeuge.

## Walter Automobile
| Typ      | Baujahr | Zylinder | Hubraum cm³ | Leistung | Radstand mm | Spur mm |
| -------- | ------- | -------- | ----------- | -------- | ----------- | ------- |
| W-I      | 1913    | 4R SV    | 1240        | 14 PS    | 2560        | k. A.   |
| W-II     | 1913    | 4R SV    | 1840        | 20 PS    | 2570        | k. A.   |
| W-III    | 1913    | 4R SV    | 2600        | 26 PS    | 2600        | k. A.   |
| WZ       | 1919    | 4R SV    | 1540        | 18 PS    | 2760        | 1200    |
| WIZ      | 1920    | 4R OHV   | 1540        | 20 PS    | 2760        | 1200    |
| WIZI     | 1922    | 4R SV    | 2120        | 25 PS    | 2825        | 1200    |
| 0        | 1924    | 4R OHC   | 1945        | 80 PS    | 2760        | 1400    |
| P-I      | 1924    | 4R OHV   | 1540        | 20 PS    | k. A.       | k. A.   |
| P-II     | 1924    | 4R OHV   | 1945        | 25 PS    | k. A.       | k. A.   |
| P-III    | 1925    | 4R OHV   | 1945        | 30 PS    | 3100        | 1400    |
| P-IV     | 1928    | 4R OHV   | 2300        | 35 PS    | 3100        | 1400    |
| 4-B      | 1928    | 4R OHV   | 1908        | 35 PS    | 2800        | 1380    |
| 6-B      | 1928    | 6R OHV   | 2860        | 60 PS    | 3300        | 1400    |
| Standard | 1930    | 6R OHV   | 2500        | 65 PS    | 3300        | 1400    |
| Super    | 1931    | 6R OHV   | 3257        | 70 PS    | 3600        | 1450    |
| Regent   | 1931    | 6R OHV   | 3257        | 80 PS    | 3600        | 1450    |
| Royal    | 1931    | 12V OHV  | 5874        | 120 PS   | 3700        | 1450    |

## Automobile in Fiat-Lizenz
| Typ       | Baujahr   | Zylinder | Hubraum cm³ | Leistung | Radstand mm | Spur mm |           |
| --------- | --------- | -------- | ----------- | -------- | ----------- | ------- | --------- |
| Bijou     | 1931      | 4 SV     | 1438        | 32 PS    | 2555        | 1220    | Fiat 514  |
| Junior    | 1932      | 4 SV     | 995         | 22 PS    | 2250        | 1220    | Fiat 508  |
| Junior S  | 1933      | 4 SV     | 995         | 30 PS    | 2250        | 1220    | Fiat 508  |
| Junior SS | 1933–1934 | 4 OHV    | 995         | 35 PS    | 2250        | 1220    | Fiat 508  |
| Prinz     | 1933      | 6 SV     | 2491        | 60 PS    | 2775        | 1400    | Fiat 522  |
| Lord      | 1933      | 6 SV     | 2491        | 60 PS    | 2875        | 1400    | Fiat 522C |

Von 1945 bis 1947 erfolgte im Walter-Werk zumindest ein Teil der Produktion des Aero Minor II. Seit 1948 werden bei Walter nur noch Flugzeugtriebwerke gebaut.

## Triebwerke
Einige Triebwerke:
- Walter Atlas
- Walter Atom
- Walter Bora
- Walter Castor
- Walter Gemma
- Walter Junior
- Walter M208
- Walter M332
- Walter M337
- Walter M601
- Motorlet M-701
- Walter Major
- Walter Mars
- Walter Mikron
- Walter Minor
- Walter NZ 40
- Walter NZ 60
- Walter NZ 85
- Walter NZ 120
- Walter Pollux
- Walter Regulus
- Walter Sagitta
- Walter Scolar
- Walter Super Castor
- Walter Titan
- Walter Vega
- Walter Venus

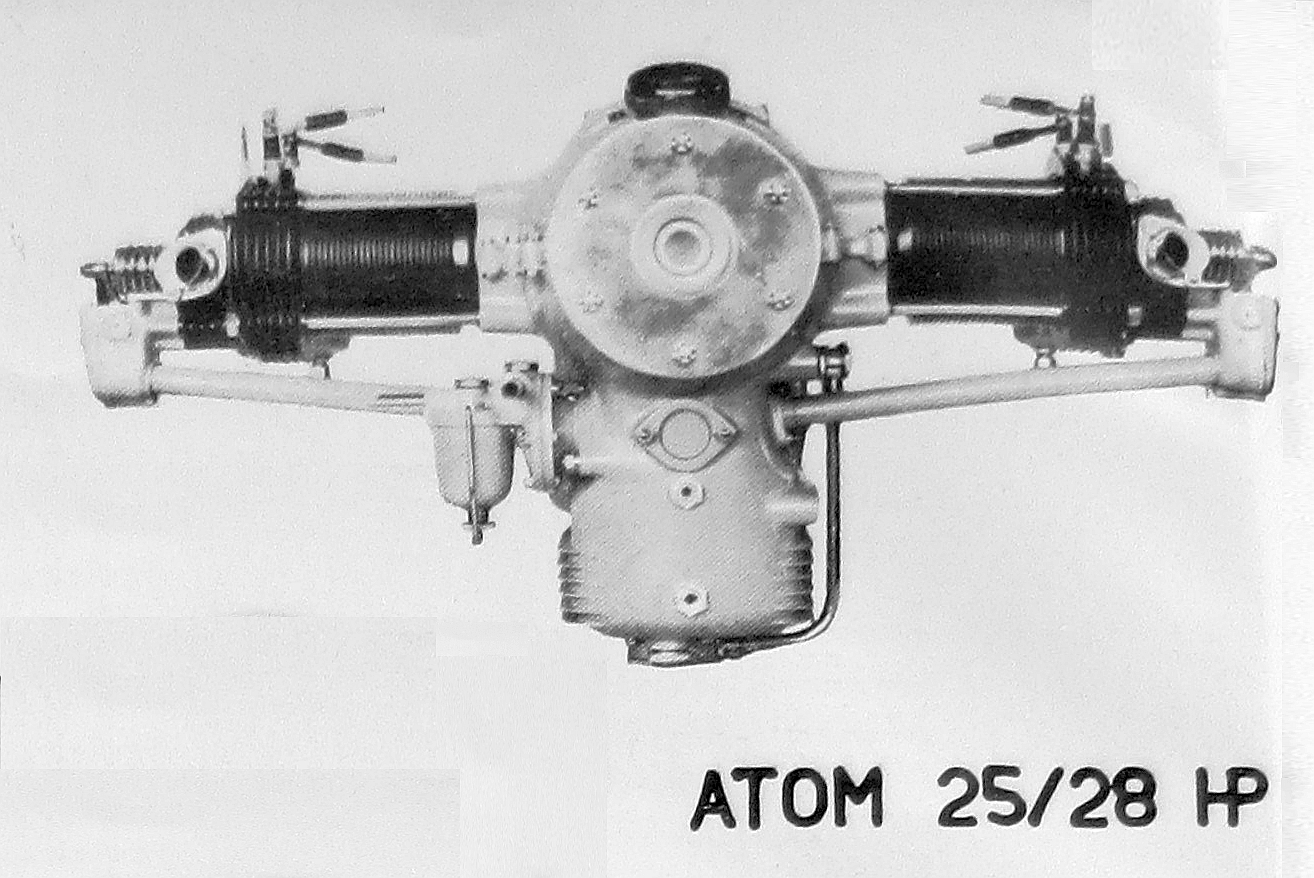
Walter Atom (1934)
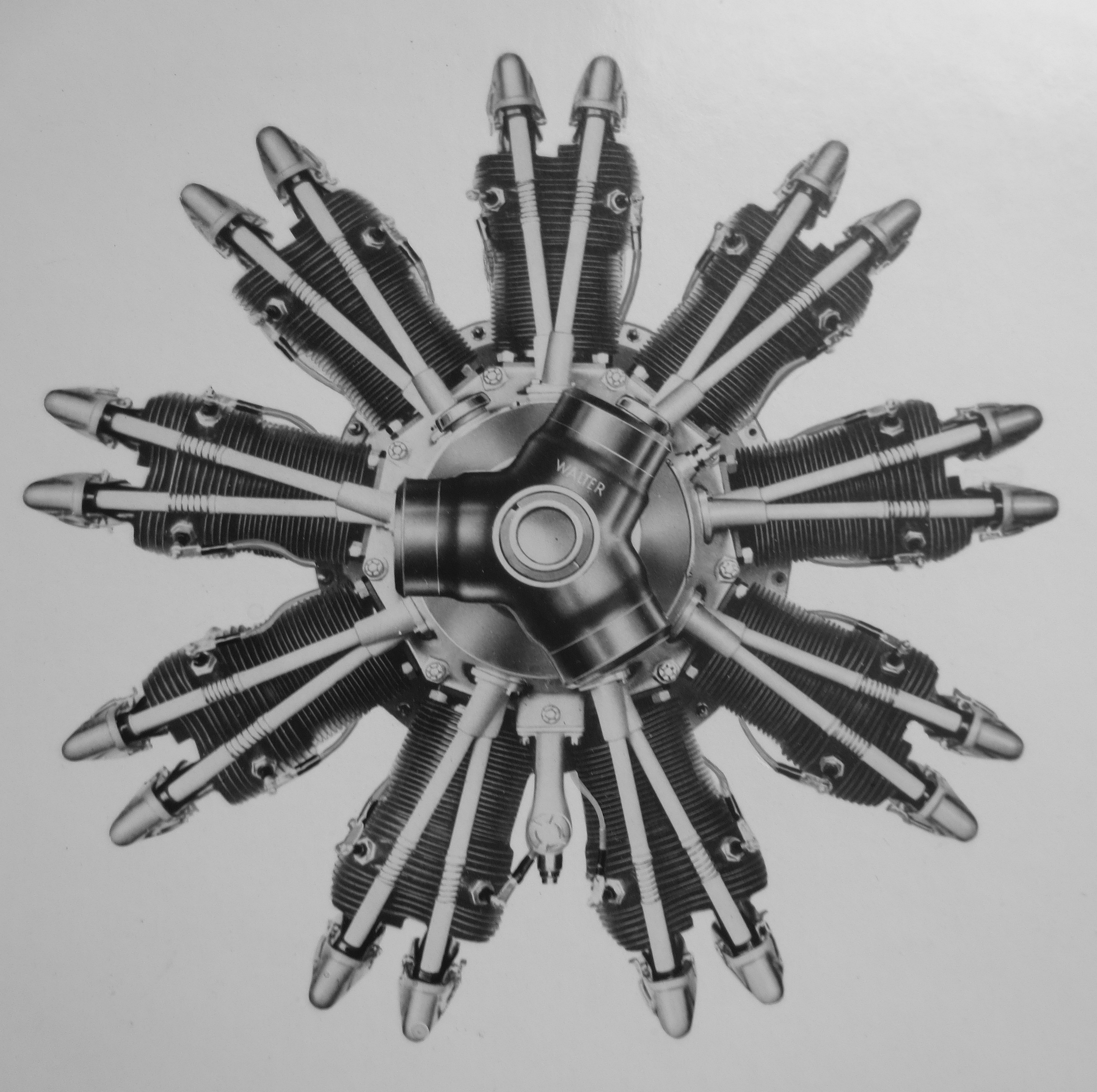
Walter Bora (1934)
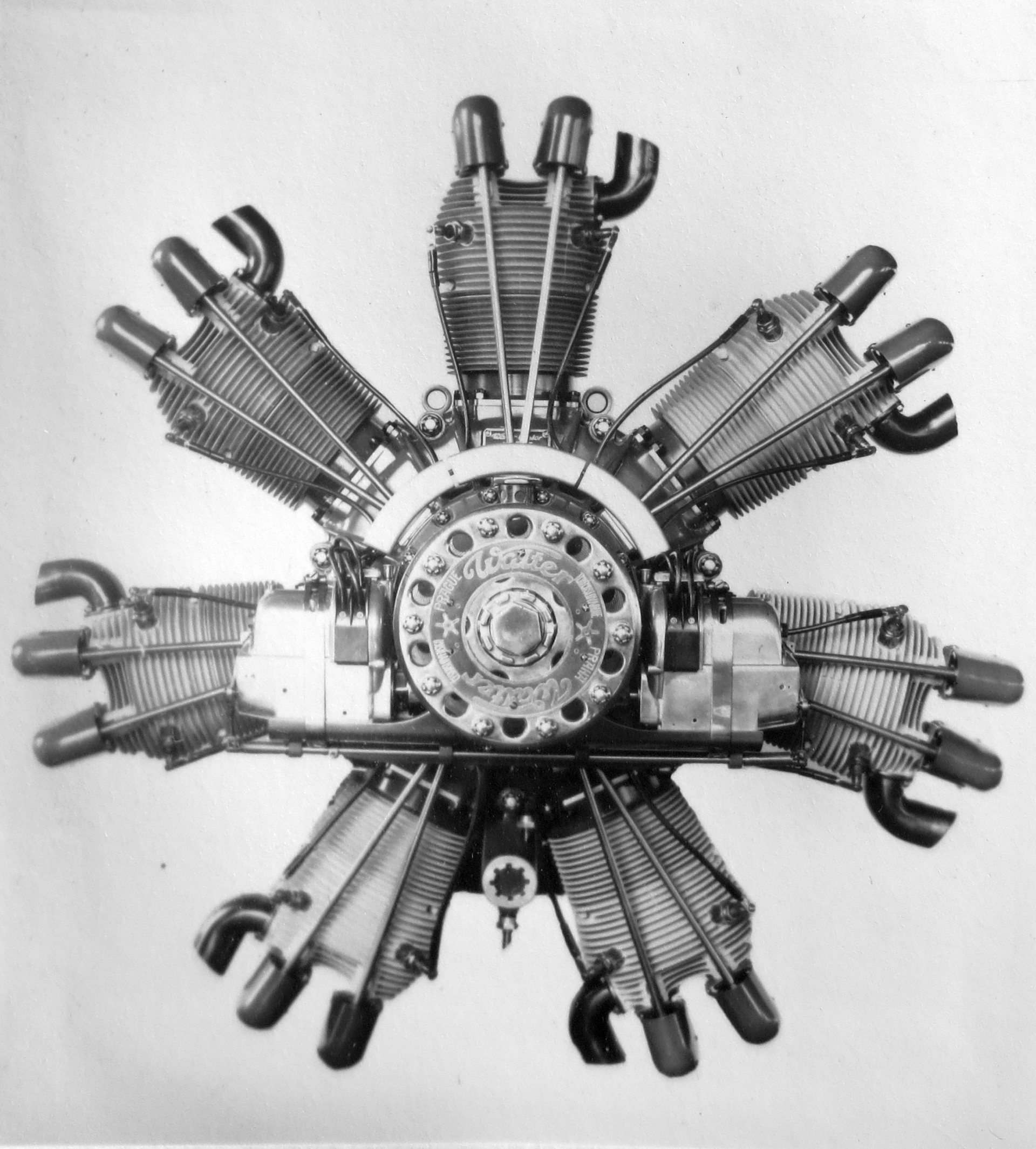
Walter Castor (1928)
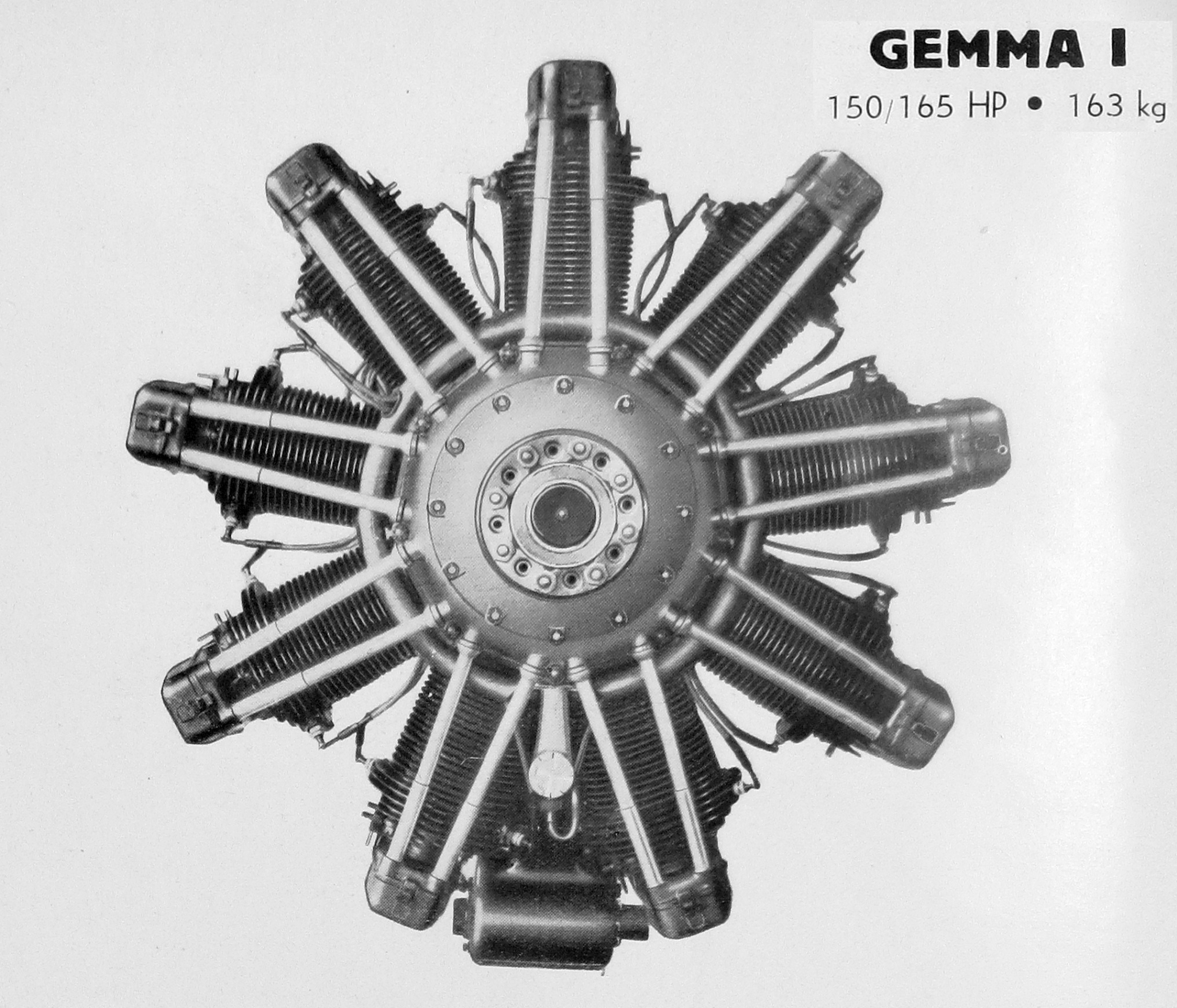
Walter Gemma (1933)
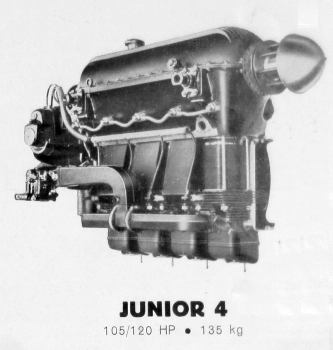
Walter Junior 4 (1934)
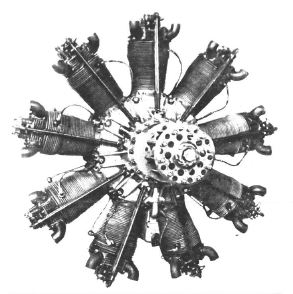
Walter Jupiter
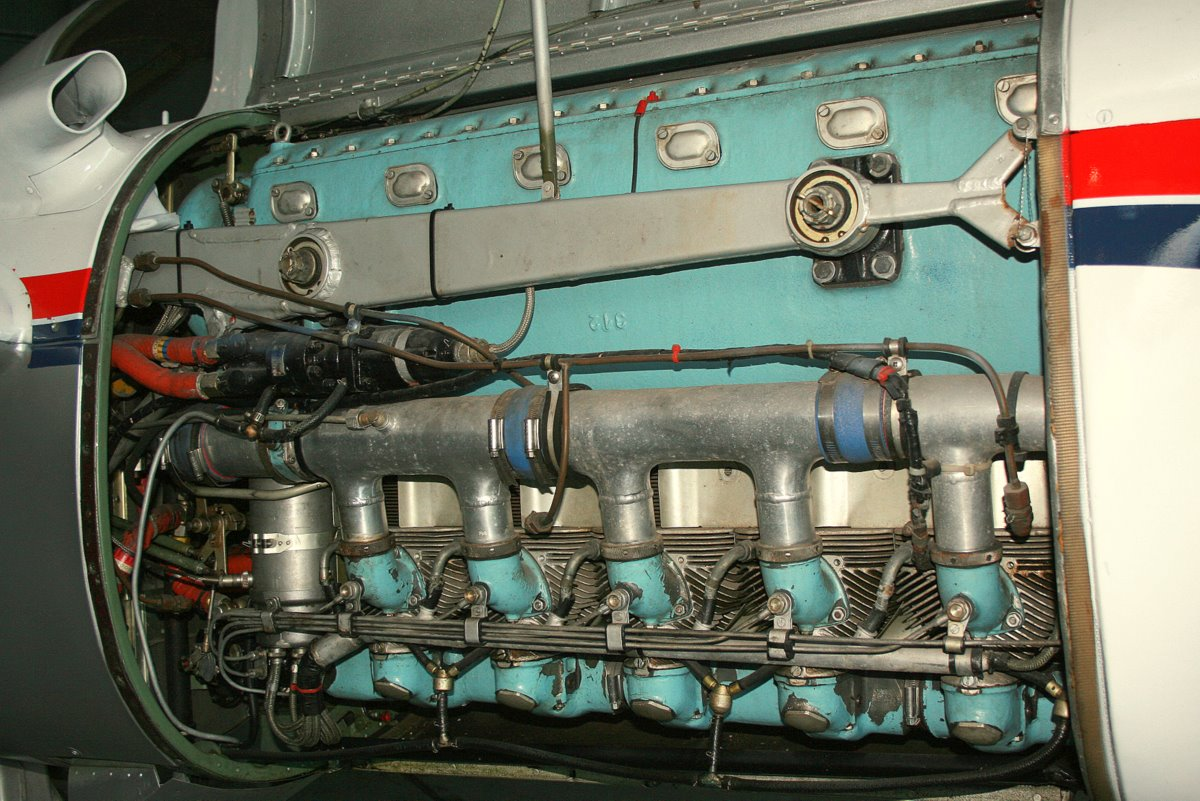
Walter M337
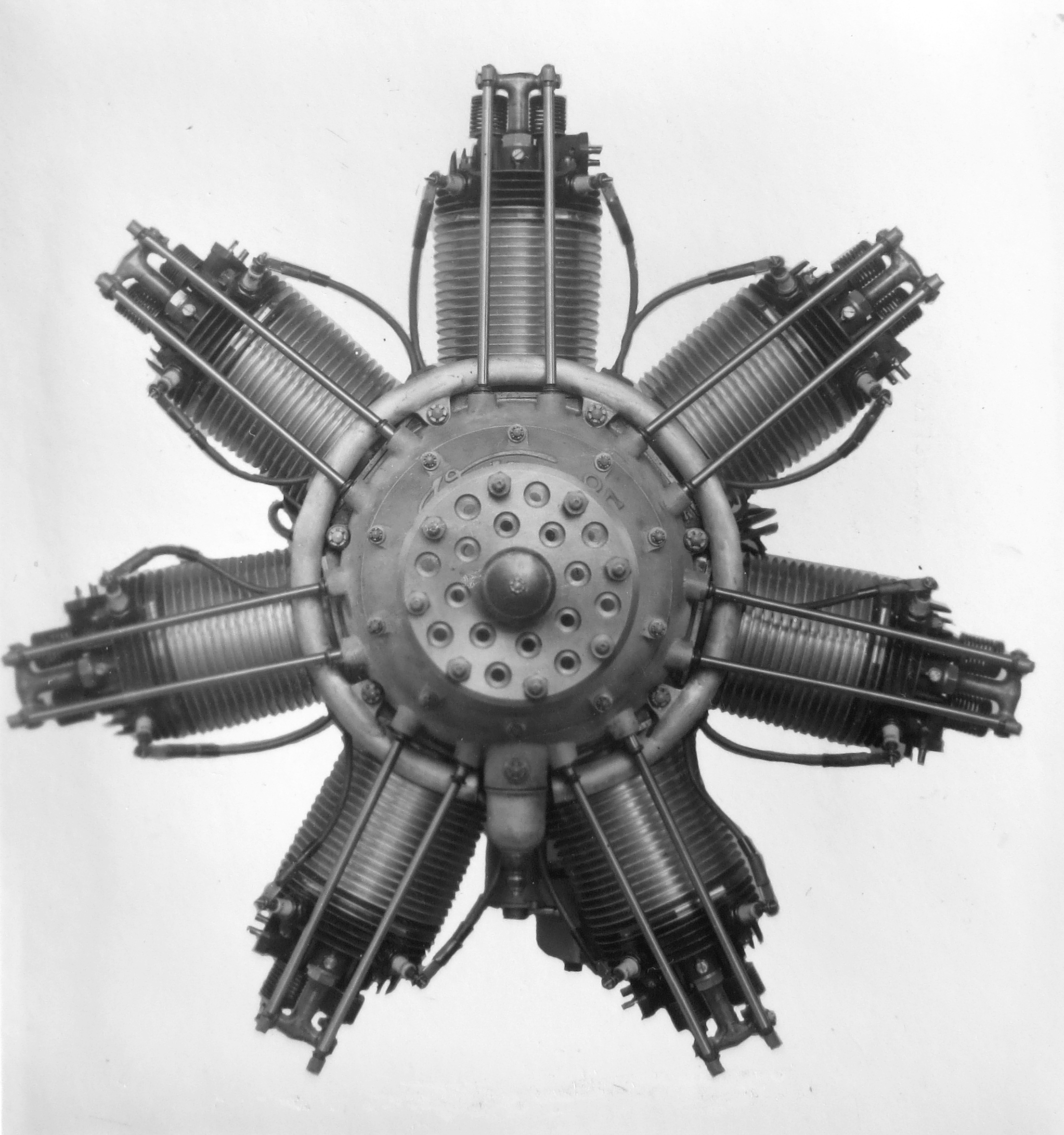
Walter NZ-85 (1926–1930)
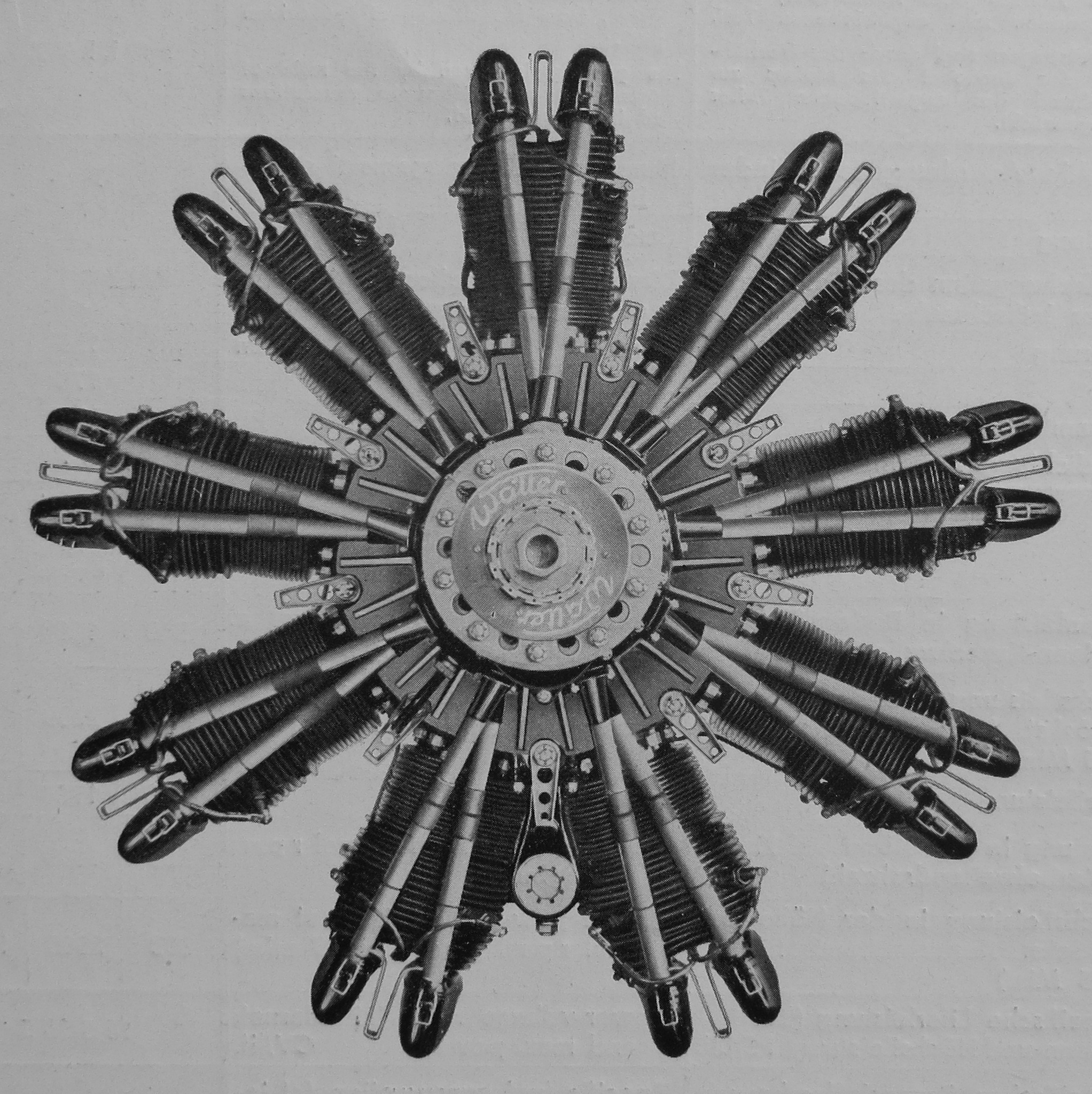
Walter Pollux II (1934)
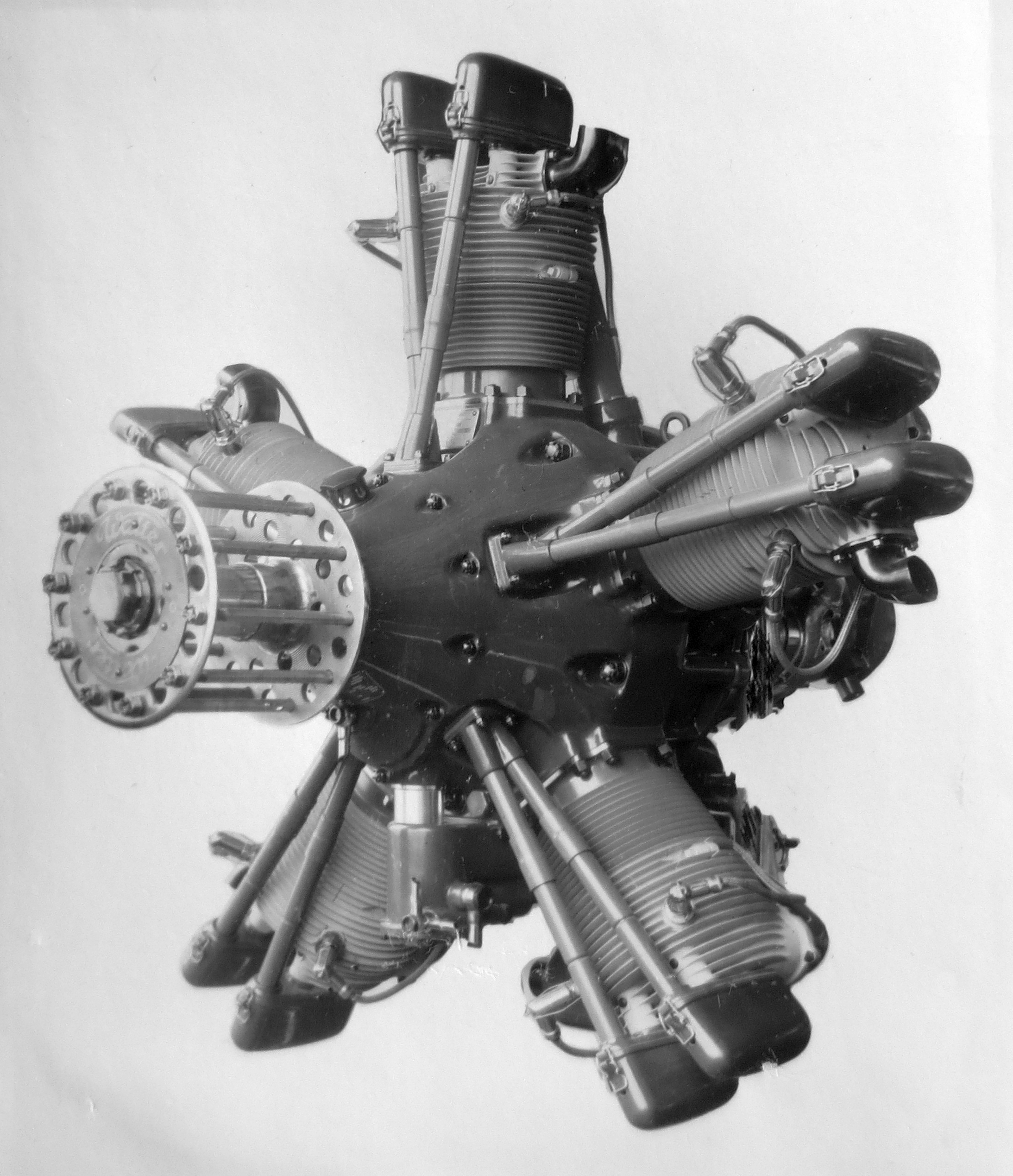
Walter Regulus II (1934)
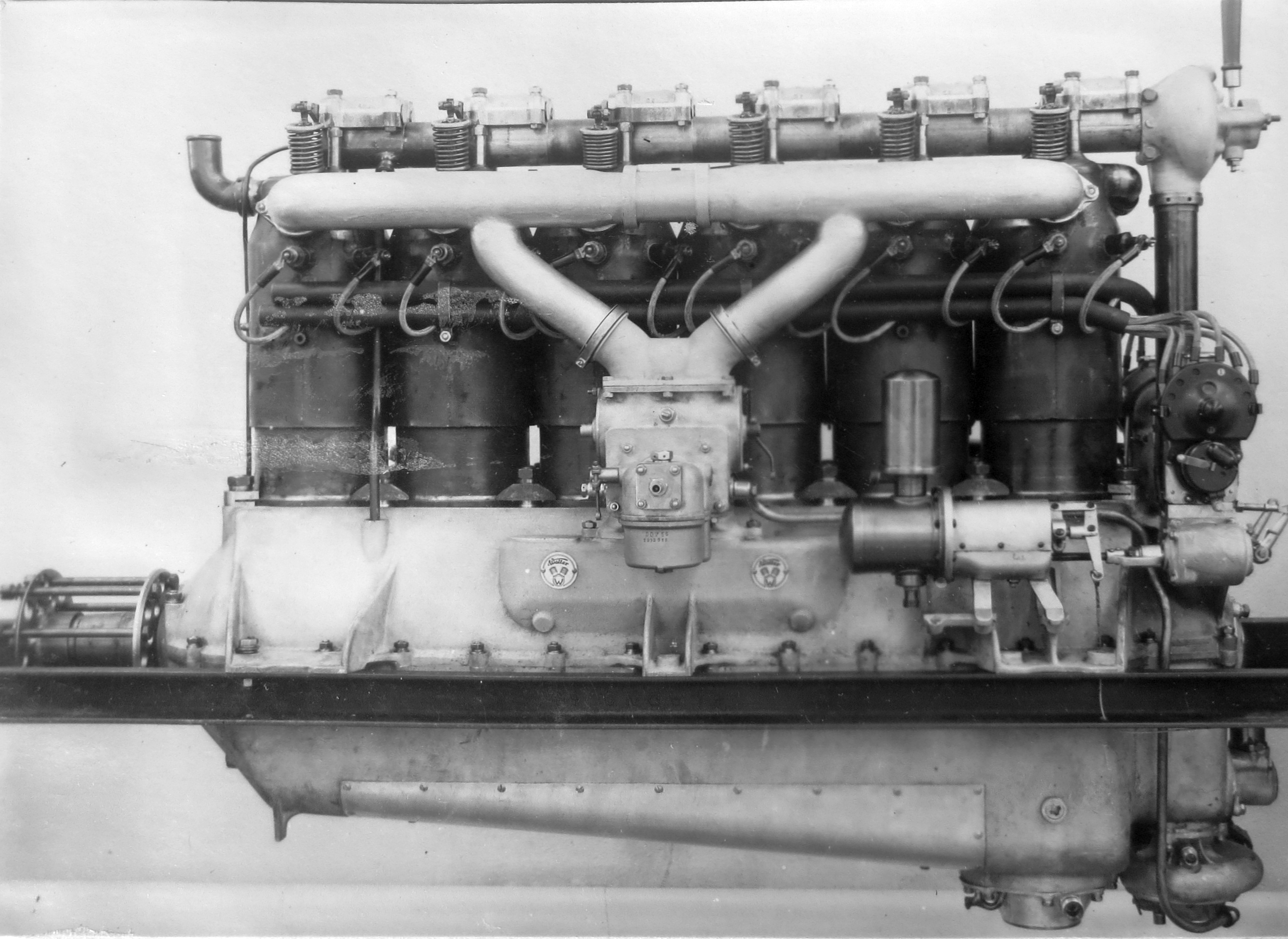
Walter W-III (1923)